# Officine Meccaniche Giovanni Cerutti
La Officine Meccaniche Giovanni Cerutti S.p.A. era una società per azioni italiana con sede a Casale Monferrato (AL), che operava nel settore della progettazione e costruzione di macchine ed attrezzature per la stampa, soprattutto rotocalco e flexografica.

## Storia
La società nasce ufficialmente a Casale Monferrato nel 1920 ad opera di Giovanni Cerutti, proseguendo la tradizione di famiglia come riparatore di macchine utensili per l'industria tessile, allora dominante, attività avviata dal padre Giuseppe attorno al 1880.

Inizialmente la società opera anch'essa genericamente nelle costruzioni meccaniche, ma a poco a poco orienta la sua attività prevalente nel settore della stampa. Tutto avvenuto per caso quando Giovanni viene chiamato ad aggiustare una macchina da stampa. Intuendo il settore in espansione sarà tuttavia soltanto nel dopoguerra che l'ingresso nel settore delle macchine da stampa avverrà a pieno titolo: è infatti del 1949 la consegna ad un'azienda polacca di Varsavia (ai tempi della guerra fredda) della prima macchina rotocalco interamente progettata e costruita dalla Cerutti.

Un'altra importante tappa è rappresentata, nel 1950, dalla prima installazione in Italia di una macchina rotocalco di grandi dimensioni, esattamente per il quotidiano romano Il Tempo.

In quell'anno la ditta viene trasformata da ditta individuale a Società a responsabilità limitata. Il figlio di Giovanni, Luigi, nato nel 1920, con il fratello Carlo espanderà l'attività vendendo le rotative in Francia, Belgio, Brasile e USA

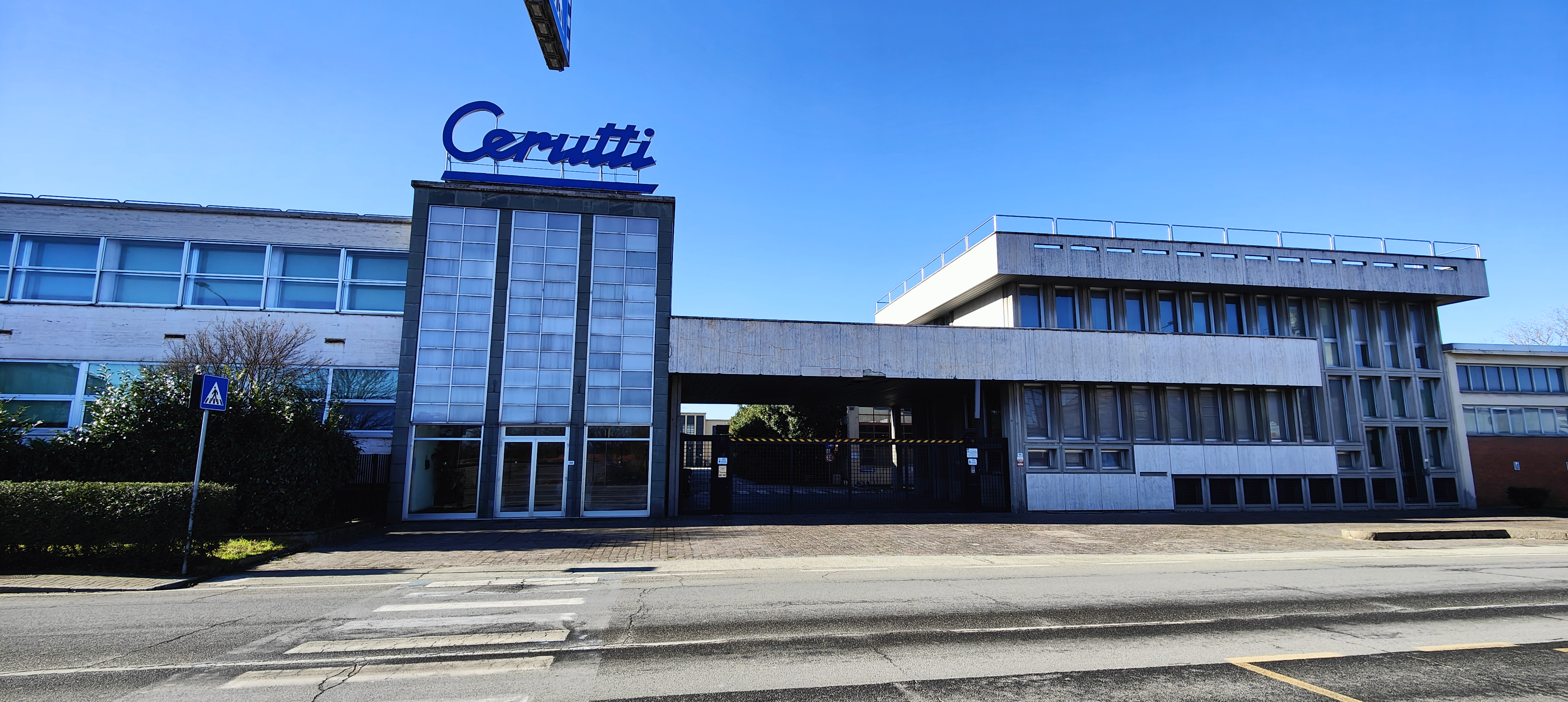
Ingresso della sede di via Adam a Casale Monferrato (Gennaio 2024)

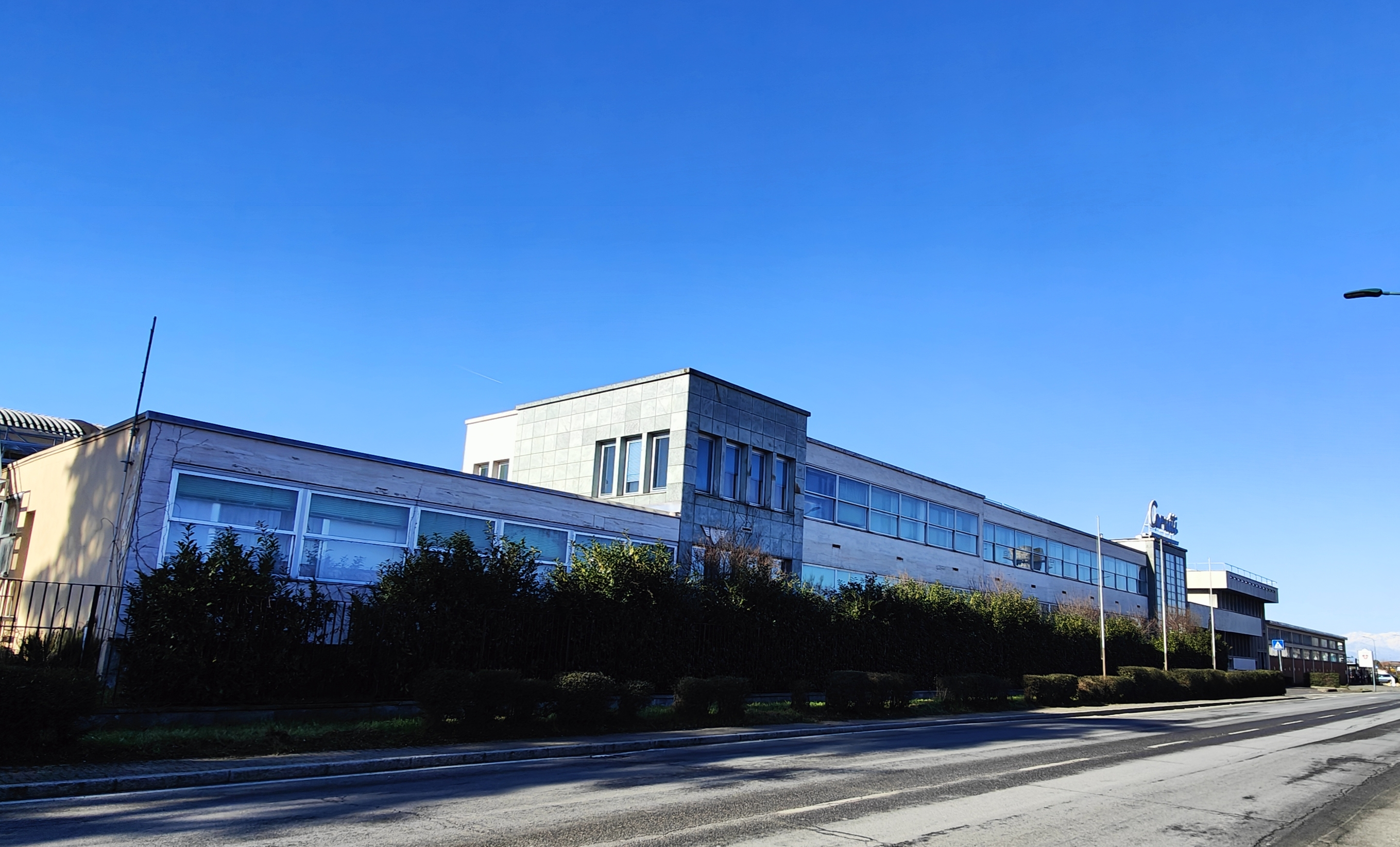
Vista del complesso dell'ex sede casalese di via Marcello Adam

La crescita prosegue e nel 1956 viene inaugurato un nuovo stabilimento a Casale Monferrato, mentre nello stesso anno viene installata la prima macchina Cerutti presso la Arnoldo Mondadori Editore.

Le aumentate esigenze produttive portano nel 1969 all'avvio della costruzione di un nuovo stabilimento a Vercelli, fortemente voluto oltre che da Luigi Cerutti soprattutto da Ferruccio Mairino (1920-1998) che lo diresse per 20 anni. Proveniente dall'industria meccanica (aveva iniziato a fabbricare macchinari per l'industria tessile, come detto allora dominante), fondando varie officine (piccole imprese) per conto suo poi per la straordinaria competenza forniva anche consulenza per la Cerutti fintantoché aveva deciso il passaggio in blocco delle sue attrezzature alla medesima venendo assunto in pianta stabile nell'organigramma dell'azienda con un ruolo dirigenziale.

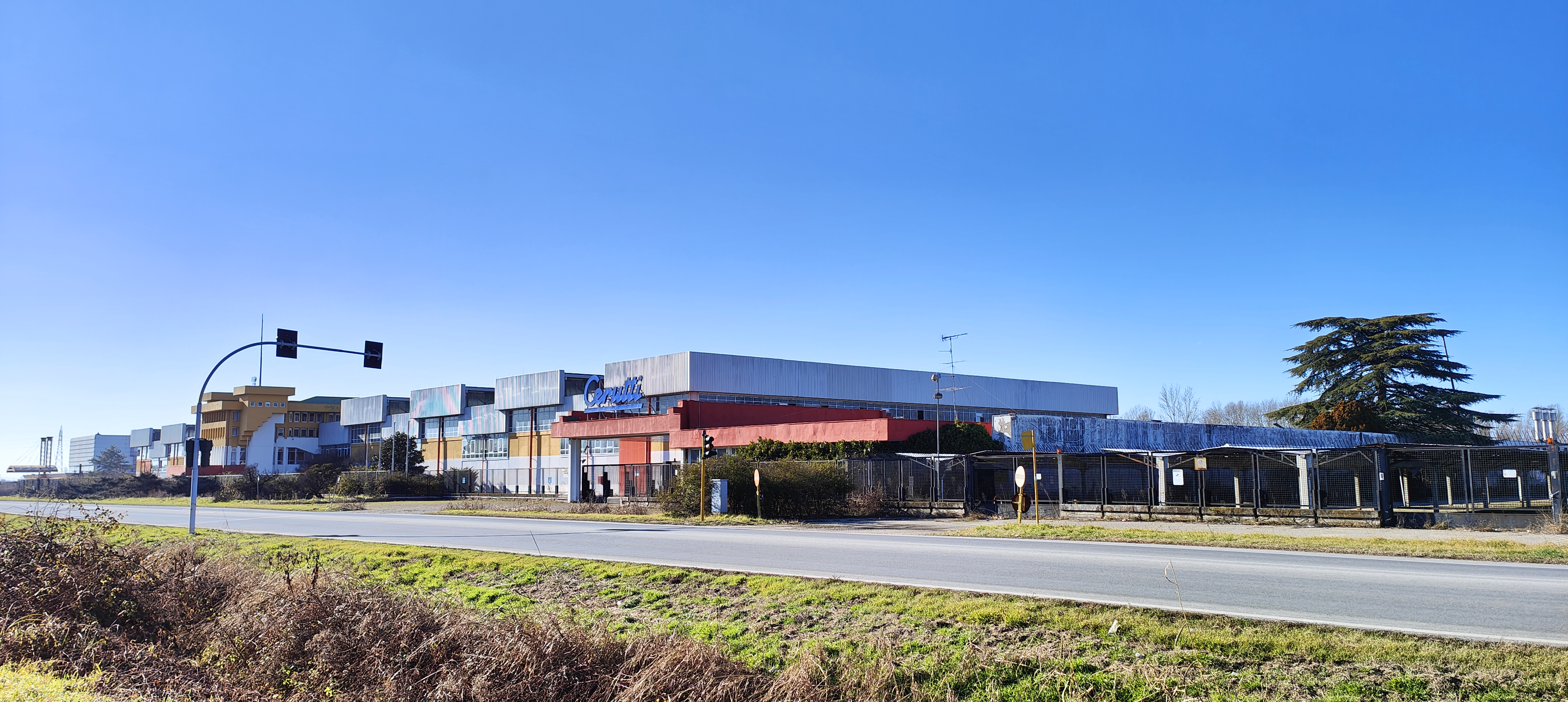
Vista generale dell'ex sede vercellese (Gennaio 2024)

A Vercelli si fabbricavano le rotative per la stampa dei materiali da imballaggio, richiesti soprattutto dai mercati nordeuropei (Svezia, Finlandia, Paesi Bassi) e anche per il Regno Unito, l'India e il Sudafrica.

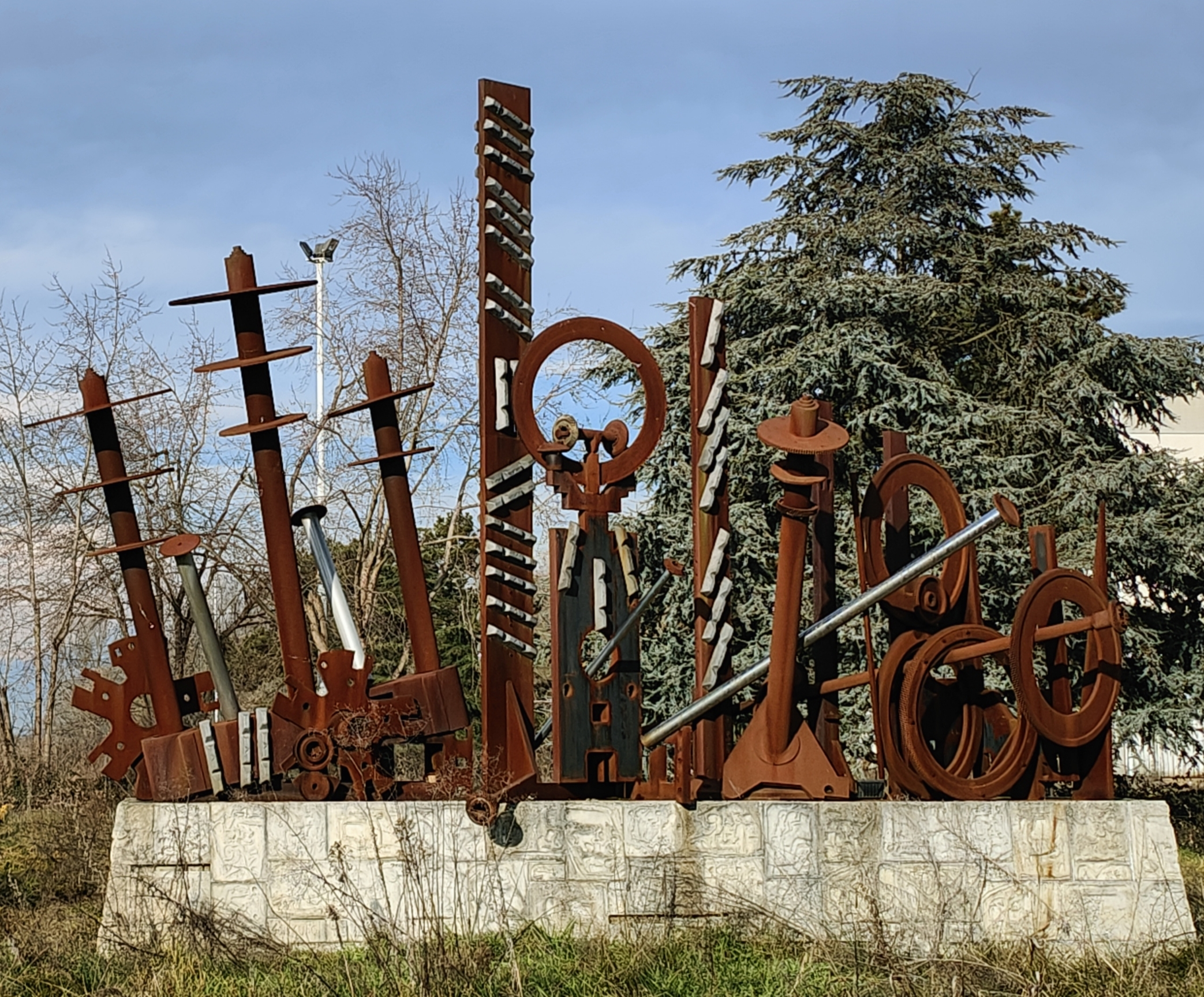
Monumento alla rotativa nell'ex stabilimento di Vercelli

Il 1972 è l'anno della morte di Giovanni, il fondatore dell'azienda, l'anno successivo, precisamente il 20 Agosto 1973 scompare per un tumore cerebrale - allora non trattabile - il figlio, Luigi Cerutti.
Figura molto importante per lo sviluppo economico del casalese, Luigi fu nominato nel 1964 presidente del locale aeroporto. Si interessò anche di sviluppare una scuola di volo regalando all'aeroclub un velivolo registrato I-TERE (dal nome della consorte).
Alla sua morte, subentra al controllo dell'azienda il fratello Carlo, nominato amministratore delegato con la vedova, coetanea di Luigi, Tere Novarese (nipote di Mons. Luigi Novarese), molto impegnata nel sociale, già presidente della locale filarmonica (era diplomata in pianoforte), grande amante della musica. 
Dall'agosto del 1973 prenderà la guida del gruppo. Questo stesso anno segna un'ulteriore tappa nell'espansione internazionale del gruppo con la consegna della prima macchina per la stampa su imballaggi in Giappone, alla Tokyo Paper Company.

Anche il campo di applicazione delle macchine si allarga progressivamente e nel 1985 viene installato il primo impianto di stampa flessografica per giornali presso il quotidiano La Repubblica.
Nel gennaio 1981 le quote azionarie del cognato vengono rilevate. Tere Novarese Cerutti viene nominata presidente a capo dell'azienda trasformata in società per azioni: nel ruolo di amministratore delegato il figlio Giancarlo (nato nel 1950) subentrando anche la figlia Mariella (nata nel 1948), moglie del notaio torinese Marocco.

## Tere Novarese Cerutti
Sotto la guida della vedova di Luigi vi fu la massima espansione del gruppo. Aveva introdotto la valorizzazione dei collaboratori che, seppure dopo l'età pensionabile, fornivano ancora consulenze ai nuovi assunti. Proiettata sui mercati internazionali, Tere era attivamente presente pure per lo sviluppo del territorio casalese. Nel 1982 fondò l'università della terza età con il Soroptimist di cui era socia. Nel 1984 il presidente Pertini la nominò cavaliere del lavoro e il 25 Ottobre 1990 negli USA fu nominata Gravure Industry Honors "Person of the Year". Aveva voluto e ottenuto a Casale dal 2006 un distaccamento dell'UPA per il corso di laurea in Economia  di "Amministrazione delle Imprese" allora unico in Piemonte, purtroppo poi per costi di gestione chiuso dal 2013.

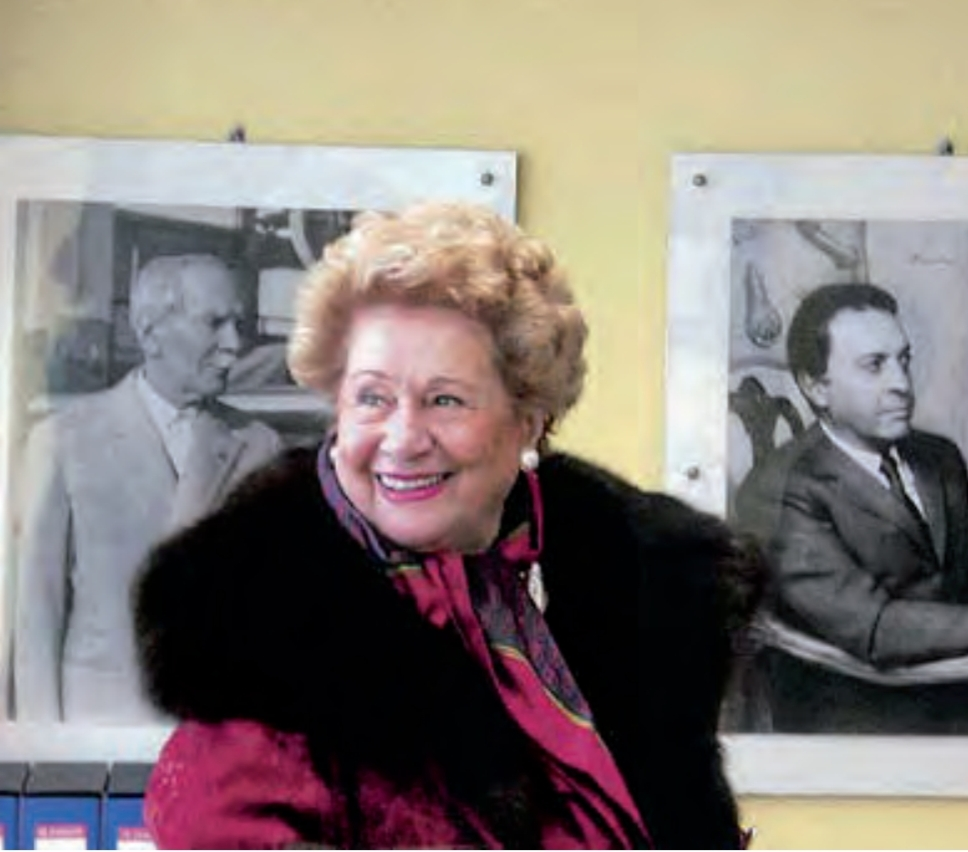
Tere Cerutti Novarese (1920-2009) ritratta fra il suocero Giovanni fondatore dell'azienda a sinistra e a destra il marito Luigi (1920-1973)

Nel gennaio 2007 viene nominato presidente del Sole 24 Ore il figlio Giancarlo carica che lascerà nel 2013. Molto attivo, come la madre, nel fronte delle società sportive: 20 anni alla guida della Junior pallacanestro e 17 al locale club calcistico casalese

## Le tecnologie
Nel 1998 c'erano nel mondo 50 fabbriche nel settore grafico, in quello dell'imballaggio 500 ditte. L'evoluzione tecnologica del settore grafico ed editoriale ha dovuto affrontare la sfida dei nuovi mezzi di comunicazione, dalle televisioni a Internet, obbligando la ricerca (per preservare l'ecologia) di inchiostri per la stampa degli imballaggi usando quelli ad acqua. Le rotative sempre più grandi per dimensioni e quattro volte più veloci, hanno consentito di passare da una larghezza di stampa di fogli da 1,85 m.  con velocità di 7 mt. al secondo per una segnatura di una rivista di 48 pagine (dati del 1966), ad una velocità nel 1997 di 16 m/sec. per fogli da 3,75 m. per la segnatura di  una rivista da 192 pagine.
Le rotative per imballaggi nel 1966 stampavano a 6 colori, nel 1997 stampavano a 11 colori su materiali diversi. La stampa flessografica ha rappresentato una innovazione per la stampa dei quotidiani e la Cerutti all'epoca era un forte e qualificato concorrente di fronte all'industria tedesca e svizzera.
Nel 1987 Robert Maxwell editore del Daily Mirror e Observer firmò un contratto per la fornitura di rotative.
Sempre cresciuta per linee interne, a partire dagli anni novanta la società, oltre a costituire a Candia Lomellina la controllata Componenti Grafici s.r.l. specializzata in stampa di imballaggi, avvia una politica di acquisizioni prima in Italia e poi all'estero:
- nel 1994 viene acquisita la Flexotecnica S.p.A. di Tavazzano (LO) specializzata in rotative flessografiche per la stampa a colori dei quotidiani
- nel 1998 viene acquisita la Zerand di Milwaukee (USA) fabbrica di fustellatrici piane alimentate a bobina e integrate nel gruppo North American Cerutti corporation
- nel 1999 viene acquisita la Iberica di Barcellona (Spagna) fabbrica di fustellatrici con alimentazione a foglio per la trasformazione del cartone
- nel 2002 l'acquisizione riguarda la Bernal di Detroit (USA), fabbrica cartotecnica di fustellatrici rotanti dei sistemi di trasformazione del cartone

In tutti questi anni sono uscite macchine estremamente affidabili e moderne considerate autenticamente le Rolls-Royce del loro settore.
Le ultime tappe dello sviluppo del gruppo sono costituite dall'apertura di un centro ricerche accanto allo stabilimento di Vercelli nel 2003 e di un centro ricerche dedicato al software ed all'engineering a Trivandrum (India) nel 2004.
Nel 2014 la Regina Elisabetta e il consorte avevano visitato la londinese International Security Printers fornita con i macchinari della Cerutti per la stampa dei francobolli del regno.
E nel settembre 2016 la banca d'Inghilterra aveva trovato nella Cerutti la migliore tecnologia per realizzare e distribuire la banconota da 5 sterline stampata in 3D non più su fibra cotone-lino ma su film polipropilenico resistente ai lavaggi e all'acqua..
Morte di Tere Novarese Cerutti
La morte di Tere Cerutti nella sua residenza casalese nell'ottobre 2009 ha rappresentato la fine di un'epoca. Avrebbe dovuto incontrarsi con gli studenti dell'università nella filiale da lei voluta a Casale per ricevere una laurea honoris causa tenendo un discorso centrato sul suo motto "Pensa globale e agisci locale" invogliando i giovani ad andare nel mondo essendo più liberi non essendoci più  le barriere.

## La crisi
La Cerutti, divenendo monopolista del settore della carta stampata, ha subíto il colpo di grazia dal calo delle vendite dei quotidiani e dalla conseguente sospensione delle edizioni cartacee che hanno purtroppo portato, dopo gli anni della massima espansione, allo stato di crisi. Nel 2012 esistevano 313 rotative calcografiche nel mondo contro le 490 del 2007 e 25 società di stampaggio contro le 34 di 5 anni prima. In quello stesso anno la Cerutti aveva un indebitamento con le banche di 117 milioni di euro mentre l'anno precedente le perdite ammontavano a 24 milioni. Dai 1000 dipendenti di prima  si era passati (2012) nello stabilimento casalese a 310 unità e Vercelli a soli 200.
Al 19 dicembre 2012 a Casale restavano gli uffici e l'assistenza tecnica mentre a Vercelli il settore produttivo. Correvano voci su 130 trasferimenti da Casale a Vercelli e la presenza di ben 170 esuberi.
Nel 2013 viene venduta la Bernal Inc. cedendola alla Atlas Dies LLc azienda con sede a Elkhart (Indiana) e Dubai. La cessione comprende l'impianto di Rochester Hills e il 51% della Bernal-Yaw di Shanghai.
Il 2017 è l'anno in cui si richiede il concordato preventivo in continuità dopo l'incontro di Giancarlo Cerutti con la Confindustria di Vercelli dove aveva illustrato il piano industriale di salvataggio per gli anni 2017/2020 allo scopo di evitare licenziamenti trovando le banche ancora disposte a fornire subito 6 milioni di euro permettendo in tal modo la fornitura per i prossimi tre anni di 75 macchine per la stampa e l'imballaggio. Nel 2017 risultavano 400 dipendenti (120 a Casale dei quali 80 alla Cerutti packaging equipment e 200 nella sede vercellese).
L'arrivo del digitale ha rappresentato poi l'ulteriore botta insieme alla pandemia determinando il forte calo degli ordini mettendo l'azienda con le sue consociate  in uno stato di penuria di liquidità. Persino il mercato dei ricambi risultava quanto mai inutile visto l'enorme numero di macchine rimaste invendute insieme alle altre oramai inutilizzate.
Nel febbraio 2020 venne chiuso lo stabilimento vercellese con una perdita di 160 posti di lavoro. Era rimasta attiva solamente la sede casalese.
Nell'estremo tentativo di salvataggio, nel novembre 2020 viene costituito - autorizzato dal tribunale di Vercelli - il gruppo Cerutti, una Newco, una nuova società, nata dall'unione delle piemontesi Officine meccaniche Cerutti di Casale Monferrato e Cerutti packaging equipment di Vercelli con la funzione di porre in affitto le aziende per soddisfare la parte creditizia (banche). Ma la newco viene mandata in liquidazione dopo meno di sei mesi.
L'11 gennaio 2021 il tribunale di Vercelli dichiara il fallimento della Cerutti.
Ultima speranza: l'acquisto da parte della società svizzera Bobst. Le trattative partono dal maggio 2019. La sede casalese viene presidiata dai lavoratori.
L'11 novembre del 2021 viene acquistato dalla Bobst Italia S.p.A. (azienda facente parte del gruppo svizzero Bobst) il marchio Cerutti insieme ai diritti di proprietà intellettuali assorbendo anche 30 lavoratori provenienti dalla ex società acquisita. 
La Bobst ha sede a San Giorgio Monferrato, mentre le vecchie sedi Cerutti risultano definitivamente abbandonate e purtroppo razziate dai ladri di rame.

## Struttura e dimensioni storiche del gruppo
Nel periodo di massima espansione, il gruppo Cerutti poteva contare su:
- otto stabilimenti produttivi, di cui 4 in Italia (Casale Monferrato, Vercelli, Tavazzano e Candia Lomellina), due negli Stati Uniti (Detroit e Milwaukee), uno in Spagna (Barcellona) e uno in Cina (a Shanghai), in joint-venture con un partner cinese.
- due centri ricerche, a Vercelli ed a Trivandrum (India)
- sette centri di assistenza alla clientela in Europa, Asia e America Latina

Nell'esercizio 2006 il gruppo Cerutti ha sviluppato un fatturato di circa 262 milioni di Euro, di cui 163 milioni la sola capogruppo, occupando 1237 dipendenti.